# Финней, Арчибальд
Арчи Финни (в советских источниках Арчибальд Финней, 4 сентября 1904 г. — 29 октября 1949 г.) — антрополог родом из племени нез-персе. В 1930-е гг. учился в аспирантуре в СССР, где защитил диссертацию.

## Биография
Арчи Финни родился в Кулдесаке, штат Айдахо, сын Фитча Финни. Арчи Финни был на 5/8 индейцем, однако в то же время гордился, что его прадедом был Уильям Крейг (1807—1869), добытчик меха (траппер) и первый постоянный белый поселенец в регионе в 1840 году. В 1922 гг. окончил среднюю школу Кулдесак, и поступил в Канзасский университет в Лоренсе. Получил степень бакалавра искусств в 1926 году и был первым коренным американцем, окончившим университет. Позже он прошёл аспирантуру по антропологии в Университете Джорджа Вашингтона, Нью-Йоркском университете и Колумбийском университете.
Финни записал тексты на языке нез-персе: они представляют собой собрание мифов племени, которые он записал со слов своей матери, Мэри Лили Финни (Wayi’latpu). Текст был написан с попеременно чередующимися строками на английском и нез-персе, за чем следовало краткое изложение на английском языке. Текст был профинансирован Комитетом по исследованию языков коренных американцев, в состав которого входили Франц Боас с антропологического факультета Колумбийского университета, а также Леонард Блумфилд и Эдвард Сапир с антропологического факультета Чикагского университета. Тексты были составлены в то время, когда Финни находился в Ленинграде в 1933—37 годах.
В 1932—1937 гг. Финни проходил обучение в аспирантуре МАЭ. В Советский Союз он приехал в ноябре 1932 года, ему было предоставлено место в общежитии для аспирантов и стипендия. Поскольку Финни знал индейский язык жестов, в 1935 году он совместно с (тогда аспиранткой) В. Н. Ярцевой участвовал в съёмках научно-популярного фильма об этом языке. Академик И. И. Мещанинов, ставший директором МАЭ, работал с Финни как с носителем языка и использовал материалы по нез-персе в своих книгах. Грамматика языка нез-персе, подготовленная Финни, была переведена с английского на русский язык и размножена на специальном аппарате. Кандидатскую диссертацию «Нумипу, их обычаи и фольклор» Финни защитил 25 апреля 1937 года. Незадолго до отъезда в Америку он передал в МАЭ небольшое собрание одежды и домашней утвари нез-персе (корзина, сумка, пара мокасин, пара перчаток и жилетка). Из Ленинграда в США Финни уехал в мае 1937 г..
Вернувшись в США, Финни работал в Бюро по делам индейцев в качестве полевого агента в Миннеаполисе, Альбукерке, Денвер, и в Уиндоу-Рок, Аризона. Финни был ведущим основателем Национального конгресса американских индейцев, 1944.

## Последние годы
Был суперинтендантом Агентства Северного Айдахо в Лапвае с 1944 года до своей смерти в 1949 году. Находясь в больнице в Льюистоне, он скончался от кровоизлияния из-за язвы 29 октября в возрасте 45 лет. Он был похоронен на кладбище Жака Спура в Кулдесаке, рядом со своими родителями и недалеко от своего прадеда Уильяма Крейга.

## Наследие
Офисное здание факультета Айдахского университета в Москоу было названо в его честь в начале 1980-х годов. Первоначально это общежитие Chrisman Hall, позже здесь располагалось Западное офисное здание факультета. Восточный офис был назван в честь писательницы Кэрол Райри Бринк.

## Публикации на русском языке
- Финней А. Сахаптин. Очерк языка NEZ PERCE / Пер. с англ. Г. Корсаков; под ред. Е. Н. Зверевой и В. Н. Ярцевой. Л., 1935. 21 л.
- Финней А. Нумипу, их обычаи и фольклор: тез. дис. Л.: Тип. Академии наук СССР, 1937. 4 с.
- Финней А., Мадсен М. Брат орла (легенда, иллюстрации И. Харкевича) // Костёр. 1938. №1. С. 32—40.
- Финней А., Мадсен М. Почему индейцы танцуют Танец орла (легенда, иллюстрации И. Харкевича) // Костёр. 1938. №3. С. 45—47.
- Финней А., Мадсен М. Танец орла (легенда, иллюстрации И. Харкевича) // Костёр. 1938. №3. С. 47—51.